# Zápy
Zápy település Csehországban, a Kelet-prágai járásban. Zápy Brandýs nad Labem-Stará Boleslav, Dřevčice, Lázně Toušeň, Nový Vestec, Svémyslice és Zeleneč településekkel határos. Lakosainak száma 924 fő (2024. január 1.).

## Népesség
A település lakosságának változását az alábbi diagram mutatja:
| Lakosok száma | 989  | 996  | 952  | 725  | 659  | 834  | 832  | 868  | 877  | 924  |
|               | 1869 | 1900 | 1921 | 1961 | 1980 | 2011 | 2016 | 2019 | 2021 | 2024 |